# Jackie Earle Haley
Jackie Earle Haley (Northridge, 14 de julho de 1961) é um ator norte-americano.

## Carreira
Tornou-se conhecido por personagens como Moocher em Breaking Away, Ronnie McGorvey de Little Children (papel que lhe rendeu uma indicação ao Oscar de melhor ator coadjuvante), o paranóico Rorschach de Watchmen, e o ícone do terror Freddy Krueger na nova versão de A Nightmare on Elm Street, que estreou em 2010. Haley também atuou como Guerrero no seriado Human Target, exibido pela Fox.

## Filmografia
- 1972 - Wait Till Your Father Gets Home  (televisão) (voz)
- 1972 - The Outside Man
- 1974 - Valley of the Dinosaurs  (televisão) (voz)
- 1975 - The Day of the Locust
- 1976 - The Bad News Bears
- 1977 - The Bad News Bears in Breaking Training
- 1977 - Damnation Alley
- 1978 - The Bad News Bears Go To Japan
- 1979 - Breaking Away
- 1983 - Losin' It
- 1985 - The Zoo Gang
- 1991 - Dollman
- 1993 - Nemesis
- 2006 - All the King's Men
- 2006 - Little Children
- 2008 - Semi-Pro
- 2009 - Winged Creatures
- 2009 - Watchmen
- 2010 - 2011 - Human Target
- 2010 - Shutter Island
- 2010 - A Nightmare on Elm Street
- 2011 - Bolden!
- 2012 - Dark Shadows
- 2012 - Lincoln
- 2014 - Robocop
- 2015 - Criminal Activities
- 2016 - The Birth of a Nation
- 2016 - London Has Fallen
- 2017 - The Dark Tower